# Thomas B. Robertson
Thomas Bolling Robertson, född 27 februari 1779 i Petersburg, Virginia, död 5 oktober 1828 i White Sulphur Springs, Virginia (i nuvarande West Virginia), var en amerikansk jurist och politiker (demokrat-republikan). Han var ledamot av USA:s representanthus 1812–1818 och Louisianas guvernör 1820–1824.
Robertson utexaminerades från The College of William & Mary, studerade sedan juridik och inledde 1807 sin karriär som advokat i Petersburg. År 1808 flyttade han till Orleansterritoriet. Louisiana blev 1812 USA:s 18:e delstat och Robertson blev invald i representanthuset. Han avgick som kongressledamot i april 1818.
Robertson efterträdde 1820 Jacques Villeré som guvernör och efterträddes 1824 av Henry S. Thibodaux. År 1824 efterträdde Robertson John Dick som domare i en federal domstol. Han utnämndes av president James Monroe och innehade domarbefattningen fram till sin död fyra år senare. Anglikanen Robertson gravsattes på Copeland Hill Cemetery i White Sulphur Springs.